# Ingus nyelv
Az ingus nyelv (ingusul: Гӏалгӏай мотт, 	[ˈʁəlʁɑj mot]) egy kaukázusi nyelv, melyet körülbelül 350.000 ember beszél. Hivatalos nyelv az oroszon kívül  Ingusföldön.

## Besorolás
A kaukázusi nyelvek  északkelet-kaukázusi csoportjához tartozik. Az ingushoz nyelvtanilag és szókincsben közel álló  csecsen nyelvvel alkotják a  nakh nyelveknek a  vainakh csoportját.

## Írásrendszer
A 20. század elején az ingus nyelvet egy arabszerű ábécével írták, majd az  októberi forradalom után egy latin alapú írásrendszert  vettek használatba, amelyet később lecserélt egy cirill alapú ábécé.
| А а   | Аь аь | Б б   | В в   | Г г   | Гӏ гӏ | Д д   | Е е   |
| Ё ё   | Ж ж   | З з   | И и   | Й й   | К к   | Кх кх | Къ къ |
| Кӏ кӏ | Л л   | М м   | Н н   | О о   | П п   | Пӏ пӏ | Р р   |
| С с   | Т т   | Тӏ тӏ | У у   | Ф ф   | Х х   | Хь хь | Хӏ хӏ |
| Ц ц   | Цӏ цӏ | Ч ч   | Чӏ чӏ | Ш ш   | Щ щ   | Ъ ъ   | Ы ы   |
| Ь ь   | Э э   | Ю ю   | Я я   | Яь яь | Ӏ ӏ   |       |       |

## Hangtan

### Magánhangzók
|         | elülső    | középső | hátsó  |
| ------- | --------- | ------- | ------ |
| zárt    | i (и)     | ɨ       | u (у)  |
| középső | e (е/э)   | ə       | o (о)  |
| nyitott | æ (аь/ае) |         | ɑː (а) |

### Mássalhangzók
|               |               | Bilabiális | Dentális | Alveoláris | Palatális | Veláris | Veláris | Uvuláris | Faringális | Glottális |
| ------------- | ------------- | ---------- | -------- | ---------- | --------- | ------- | ------- | -------- | ---------- | --------- |
| palatalizált  | sima          | Bilabiális | Dentális | Alveoláris | Palatális |         |         | Uvuláris | Faringális | Glottális |
| Nazálisok     | Nazálisok     | m          |          | n          |           |         |         |          |            |           |
| Plozivák      | zöngétlen     | p          | t        | t͡s         | t͡ʃ        | kʲ      | k       | q        | ʡ          | ʔ         |
| Plozivák      | ejektív       | pʼ         | tʼ       | t͡sʼ        | t͡ʃʼ       | kʲʼ     | kʼ      | qʼ       |            |           |
| Plozivák      | zöngés        | b          | d        |            |           | ɡʲ      | ɡ       |          |            |           |
| Frikaívok     | zöngétlen     | f          |          | s          | ʃ         |         | χ       | χ        | ʜ          | h         |
| Frikaívok     | zöngés        | ʋ          |          | z          | ʒ         |         | ʁ       | ʁ        |            |           |
| Approximánsok | Approximánsok | ʋ          | l        |            | j         |         |         |          |            |           |
| Vibránsok     | zöngétlen     |            |          | r̥          |           |         |         |          |            |           |
| Vibránsok     | zöngés        |            |          | r          |           |         |         |          |            |           |